# ادی همیلتون
ادی همیلتون (به انگلیسی: Eddie Hamilton) یک تدوین‌گر فیلم بریتانیایی-آمریکایی که از سال ۱۹۹۸ تا اکنون مشغول فعالیت می‌باشد. او یکی از اعضای انجمن تدوین‌گران سینمای آمریکا بود.

## گزیده آثار تدوین
- داستان ارواح شهری (۱۹۹۸)
- نوع کشتن (۲۰۰۱)
- بزرگ (۲۰۰۱)
- مین ماشین (۲۰۰۱)
- شیفته (۲۰۰۲)
- طعم جنایات (۲۰۰۳)
- رزیدنت ایول: آخرالزمان (۲۰۰۴)
- سایه‌هایی در خورشید (۲۰۰۵)
- مینوتور (۲۰۰۶)
- زنده یا مرده (۲۰۰۶)
- پرنده آزاد (۲۰۰۸)
- کیک-اس (۲۰۱۰)
- مردان ایکس: کلاس اول (۲۰۱۱)
- تاب خوردن با فینکل‌ها (۲۰۱۱)
- فاستر (۲۰۱۱)
- جادو (۲۰۱۳)
- همه چیزها به همه مردان (۲۰۱۳)
- کیک-اس ۲ (۲۰۱۳)
- لافت (۲۰۱۴)
- کینگزمن: سرویس مخفی (۲۰۱۵)
- مأموریت: غیرممکن – ملت یاغی (۲۰۱۵)
- کینگزمن: محفل طلایی (۲۰۱۷)
- مأموریت: غیرممکن – فال‌اوت (۲۰۱۸)[۴]
- تاپ گان: ماوریک (۲۰۲۲)
- مأموریت: غیرممکن – روزشمار مرگ قسمت اول (۲۰۲۳)
- مأموریت: غیرممکن – روزشمار مرگ قسمت دوم (۲۰۲۴)